# Copa Fraternidad 1973
La Copa Fraternidad 1973 fue la tercera edición de la Copa Fraternidad Centroamericana, torneo de fútbol a nivel de clubes de Centroamérica avalado por la Concacaf y que contó con la participación de 6 equipos de la región, 6 equipos menos que en la edición anterior.
El campeón de la edición anterior, el Saprissa de Costa Rica, venció al Águila de El Salvador para ser el primer equipo en defender el título de campeón.

## Equipos participantes
En cursiva los equipos debutantes en el torneo.
| País                | Equipo                   | Vía de clasificación                                                       |
| ------------------- | ------------------------ | -------------------------------------------------------------------------- |
| Costa Rica 2 cupos  | Saprissa Alajuelense     | Campeón de la Primera División 1972 Subcampeón de la Primera División 1972 |
| El Salvador 2 cupos | Águila Juventud Olímpica | Campeón de la Primera División 1972 Subcampeón de la Primera División 1972 |
| Guatemala 2 cupos   | Comunicaciones Municipal | Campeón de la Liga Nacional 1972 Subcampeón de la Liga Nacional 1972       |

## Partidos
| Equipo 1          | Resultado | Equipo 2          |
| ----------------- | --------- | ----------------- |
| Juventud Olímpica | 0-2       | Municipal         |
| Comunicaciones    | 1-0       | Alajuelense       |
| Saprissa          | 1-2       | Águila            |
| Águila            | 1-1       | Comunicaciones    |
| Municipal         | 1-1       | Saprissa          |
| Alajuelense       | 2-1       | Juventud Olímpica |
| Municipal         | 1-0       | Comunicaciones    |
| Juventud Olímpica | 1-3       | Saprissa          |
| Alajuelense       | 0-0       | Águila            |
| Comunicaciones    | 0-1       | Juventud Olímpica |
| Águila            | 1-0       | Municipal         |
| Alajuelense       | 1-0       | Saprissa          |
| Municipal         | 1-2       | Alajuelense       |
| Saprissa          | 3-2       | Comunicaciones    |
| Juventud Olímpica | 3-1       | Águila            |
| Alajuelense       | 1-0       | Comunicaciones    |
| Águila            | 2-0       | Saprissa          |
| Municipal         | 1-2       | Juventud Olímpica |
| Comunicaciones    | 2-0       | Águila            |
| Saprissa          | 1-0       | Municipal         |
| Juventud Olímpica | 1-0       | Alajuelense       |
| Comunicaciones    | 3-1       | Municipal         |
| Águila            | 1-1       | Alajuelense       |
| Saprissa          | 5-2       | Juventud Olímpica |
| Municipal         | 0-2       | Águila            |
| Juventud Olímpica | 1-2       | Comunicaciones    |
| Saprissa          | 5-1       | Alajuelense       |
| Alajuelense       | 1-0       | Municipal         |
| Comunicaciones    | 2-3       | Saprissa          |
| Águila            | 2-0       | Juventud Olímpica |

### Clasificación
| Club              | PTS | PJ | PG | PE | PP | GF | GC | +/- |
| ----------------- | --- | -- | -- | -- | -- | -- | -- | --- |
| Saprissa          | 13  | 10 | 6  | 1  | 3  | 22 | 14 | +8  |
| Águila            | 13  | 10 | 5  | 3  | 2  | 12 | 8  | +4  |
| Alajuelense       | 11  | 10 | 4  | 3  | 3  | 9  | 11 | -2  |
| Comunicaciones    | 9   | 10 | 4  | 1  | 5  | 13 | 12 | +1  |
| Juventud Olímpica | 9   | 10 | 4  | 1  | 5  | 12 | 18 | -6  |
| Municipal         | 5   | 10 | 2  | 1  | 7  | 7  | 13 | -6  |

- Debido al empate de puntos entre Saprissa y Águila, se hizo un partido de desempate y el vencedor sería el campeón.

## Desempate

### Primer partido
| 11 de marzo de 1973 | Águila               | 2:0 (0:0) | Saprissa | Estadio Flor Blanca, San Salvador                               |                                                                 |
|                     | Pinho 49' (t.l.) 88' | Reporte   |          | Asistencia: 20,000 espectadores Árbitro(s): Mario Rubio Vázquez | Asistencia: 20,000 espectadores Árbitro(s): Mario Rubio Vázquez |

|            | POR        | Albert Fay             |     |
|            | DEF        | José Roberto Serrano   |     |
|            | DEF        | Héctor Abritta         |     |
|            | DEF        | Napoleón Regalado      |     |
|            | DEF        | Salvador Rivas         |     |
|            | MED        | Luis Alonso Rivas      |     |
|            | MED        | Manuel Ramos y Ramos   |     |
|            | MED        | Félix Pineda           |     |
|            | DEL        | José Ismael Díaz       |     |
|            | DEL        | David Pinho            |     |
|            | DEL        | Luis Ramírez Zapata    | 85' |
| Entrenador | Entrenador | Juan Francisco Barraza |     |

|            | POR        | Marco Rojas         |     |
|            | DEF        | Fernando Solano     | 46' |
|            | DEF        | Guillermo Hernández |     |
|            | DEF        | Heriberto Rojas     |     |
|            | DEF        | Dagoberto Díaz      |     |
|            | MED        | Asdrúbal Paniagua   |     |
|            | MED        | Hernán Morales      |     |
|            | MED        | Francisco Hernández | 46' |
|            | DEL        | Jaime Grant         | 75' |
|            | DEL        | Odir Jacques        |     |
|            | DEL        | Gerardo Solano      |     |
| Entrenador | Entrenador | Marvin Rodríguez    |     |

|  | DEL | Ricardo Zaffarella | 85' |

|  | DEF | Javier Masís  | 46' |
|  | MED | Edgar Marín   | 46' |
|  | DEL | Carlos Solano | 75' |

| Anotado | 49' | David Pinho | 1:0 |
| Anotado | 88' | David Pinho | 2:0 |

| Árbitro             | Mario Rubio Vázquez |
| Árbitros asistentes | Efrén Aguilar       |
|                     | Joaquín Waldo Polío |

|            | POR        | Albert Fay             |     |
|            | DEF        | José Roberto Serrano   |     |
|            | DEF        | Héctor Abritta         |     |
|            | DEF        | Napoleón Regalado      |     |
|            | DEF        | Salvador Rivas         |     |
|            | MED        | Luis Alonso Rivas      |     |
|            | MED        | Manuel Ramos y Ramos   |     |
|            | MED        | Félix Pineda           |     |
|            | DEL        | José Ismael Díaz       |     |
|            | DEL        | David Pinho            |     |
|            | DEL        | Luis Ramírez Zapata    | 85' |
| Entrenador | Entrenador | Juan Francisco Barraza |     |

|            | POR        | Marco Rojas         |     |
|            | DEF        | Fernando Solano     | 46' |
|            | DEF        | Guillermo Hernández |     |
|            | DEF        | Heriberto Rojas     |     |
|            | DEF        | Dagoberto Díaz      |     |
|            | MED        | Asdrúbal Paniagua   |     |
|            | MED        | Hernán Morales      |     |
|            | MED        | Francisco Hernández | 46' |
|            | DEL        | Jaime Grant         | 75' |
|            | DEL        | Odir Jacques        |     |
|            | DEL        | Gerardo Solano      |     |
| Entrenador | Entrenador | Marvin Rodríguez    |     |

|  | DEL | Ricardo Zaffarella | 85' |

|  | DEF | Javier Masís  | 46' |
|  | MED | Edgar Marín   | 46' |
|  | DEL | Carlos Solano | 75' |

| Anotado | 49' | David Pinho | 1:0 |
| Anotado | 88' | David Pinho | 2:0 |

| Árbitro             | Mario Rubio Vázquez |
| Árbitros asistentes | Efrén Aguilar       |
|                     | Joaquín Waldo Polío |

### Segundo partido
| 14 de marzo de 1973                                            | Saprissa                               | 3:1 (0:0) | Águila   | Estadio Ricardo Saprissa, San José                         |                                                            |
|                                                                | Hernández 47' 61' · Jacques 54' (pen.) | Reporte   | Díaz 67' | Asistencia: 11,215 espectadores Árbitro(s): Javier Galindo | Asistencia: 11,215 espectadores Árbitro(s): Javier Galindo |
| Debido al empate global, se hizo otro partido para desempatar. |                                        |           |          |                                                            |                                                            |

|            | POR        | Marco Antonio Rojas |     |
|            | DEF        | Javier Masís        | 85' |
|            | DEF        | Guillermo Hernández |     |
|            | DEF        | Heriberto Rojas     |     |
|            | DEF        | Bolívar Quirós      |     |
|            | MED        | Asdrúbal Paniagua   |     |
|            | MED        | Hernán Morales      |     |
|            | DEL        | Edgar Marín         |     |
|            | DEL        | Francisco Hernández |     |
|            | DEL        | Odir Jacques        |     |
|            | DEL        | Jaime Grant         |     |
| Entrenador | Entrenador | Marvin Rodríguez    |     |

|            | POR        | Albert Fay             | 73' |
|            | DEF        | José Roberto Serrano   |     |
|            | DEF        | Héctor Abritta         |     |
|            | DEF        | Napoleón Regalado      |     |
|            | DEF        | Salvador Rivas         |     |
|            | MED        | Luis Alonso Rivas      |     |
|            | MED        | Juan José Polío        |     |
|            | DEL        | Félix Pineda           |     |
|            | DEL        | David Pinho            |     |
|            | DEL        | José Ismael Díaz       |     |
|            | DEL        | Luis Ramírez Zapata    | 85' |
| Entrenador | Entrenador | Juan Francisco Barraza |     |

|  | DEF | Fernando Solano | 85' |

|  | POR | Agustín Benavides    | 74' |
|  | DEL | Manuel Ramos y Ramos | 85' |

| Anotado         | 47' | Francisco Hernández | 1:0 |
| Anotado · Penal | 54' | Odir Jacques        | 2:0 |
| Anotado         | 61' | Francisco Hernández | 3:0 |

| Anotado | 67' | José Ismael Díaz | 3:1 |

| Expulsado | 73' | Albert Fay     |
| Expulsado | 73' | Salvador Rivas |

| Árbitro | Javier Galindo |

|            | POR        | Marco Antonio Rojas |     |
|            | DEF        | Javier Masís        | 85' |
|            | DEF        | Guillermo Hernández |     |
|            | DEF        | Heriberto Rojas     |     |
|            | DEF        | Bolívar Quirós      |     |
|            | MED        | Asdrúbal Paniagua   |     |
|            | MED        | Hernán Morales      |     |
|            | DEL        | Edgar Marín         |     |
|            | DEL        | Francisco Hernández |     |
|            | DEL        | Odir Jacques        |     |
|            | DEL        | Jaime Grant         |     |
| Entrenador | Entrenador | Marvin Rodríguez    |     |

|            | POR        | Albert Fay             | 73' |
|            | DEF        | José Roberto Serrano   |     |
|            | DEF        | Héctor Abritta         |     |
|            | DEF        | Napoleón Regalado      |     |
|            | DEF        | Salvador Rivas         |     |
|            | MED        | Luis Alonso Rivas      |     |
|            | MED        | Juan José Polío        |     |
|            | DEL        | Félix Pineda           |     |
|            | DEL        | David Pinho            |     |
|            | DEL        | José Ismael Díaz       |     |
|            | DEL        | Luis Ramírez Zapata    | 85' |
| Entrenador | Entrenador | Juan Francisco Barraza |     |

|  | DEF | Fernando Solano | 85' |

|  | POR | Agustín Benavides    | 74' |
|  | DEL | Manuel Ramos y Ramos | 85' |

| Anotado         | 47' | Francisco Hernández | 1:0 |
| Anotado · Penal | 54' | Odir Jacques        | 2:0 |
| Anotado         | 61' | Francisco Hernández | 3:0 |

| Anotado | 67' | José Ismael Díaz | 3:1 |

| Expulsado | 73' | Albert Fay     |
| Expulsado | 73' | Salvador Rivas |

| Árbitro | Javier Galindo |

### Último partido
| 16 de marzo de 1973 | Saprissa                 | 2:1 (1:1) | Águila     | Estadio Nacional, San José                                |                                                           |
|                     | Jacques 33' · Solano 84' | Reporte   | Pineda 38' | Asistencia: 17,655 espectadores Árbitro(s): Jorge Narváez | Asistencia: 17,655 espectadores Árbitro(s): Jorge Narváez |

|            | POR        | Marco Antonio Rojas |     |
|            | DEF        | Javier Masís        |     |
|            | DEF        | Guillermo Hernández |     |
|            | DEF        | Heriberto Rojas     |     |
|            | DEF        | Bolívar Quirós      |     |
|            | MED        | Hernán Morales      |     |
|            | MED        | Asdrúbal Paniagua   |     |
|            | DEL        | Edgar Marín         | 46' |
|            | DEL        | Francisco Hernández |     |
|            | DEL        | Odir Jacques        |     |
|            | DEL        | Jaime Grant         |     |
| Entrenador | Entrenador | Marvin Rodríguez    |     |

|            | POR        | Agustín Benavides      |     |
|            | DEF        | Rigoberto Cruz         |     |
|            | DEF        | Héctor Abritta         |     |
|            | DEF        | Napoleón Regalado      |     |
|            | DEF        | Manuel Ramos y Ramos   |     |
|            | MED        | Ricardo Zaffarella     |     |
|            | MED        | Juan José Polío        |     |
|            | DEL        | Félix Pineda           | 80' |
|            | DEL        | David Pinho            |     |
|            | DEL        | José Ismael Díaz       |     |
|            | DEL        | Luis Ramírez Zapata    |     |
| Entrenador | Entrenador | Juan Francisco Barraza |     |

|  | DEL | Adonay Salas   | 46' · 77' |
|  | DEL | Gerardo Solano | 77'       |

|  | DEL | Luis Alonso Rivas | 80' |

| Anotado | 33' | Odir Jacques   | 1:0 |
| Anotado | 84' | Gerardo Solano | 2:1 |

| Anotado | 38' | Félix Pineda | 1:1 |

| Amonestado | 44' | Héctor Abritta |

| Expulsado | 78' | Asdrúbal Paniagua |

| Otorgado · Expulsado | 67' | Héctor Abritta     |
| Expulsado            | 78' | Ricardo Zaffarella |

| Árbitro             | Jorge Narváez       |
| Árbitros asistentes | Joaquín Waldo Polío |
|                     | Juan Soto París     |

|            | POR        | Marco Antonio Rojas |     |
|            | DEF        | Javier Masís        |     |
|            | DEF        | Guillermo Hernández |     |
|            | DEF        | Heriberto Rojas     |     |
|            | DEF        | Bolívar Quirós      |     |
|            | MED        | Hernán Morales      |     |
|            | MED        | Asdrúbal Paniagua   |     |
|            | DEL        | Edgar Marín         | 46' |
|            | DEL        | Francisco Hernández |     |
|            | DEL        | Odir Jacques        |     |
|            | DEL        | Jaime Grant         |     |
| Entrenador | Entrenador | Marvin Rodríguez    |     |

|            | POR        | Agustín Benavides      |     |
|            | DEF        | Rigoberto Cruz         |     |
|            | DEF        | Héctor Abritta         |     |
|            | DEF        | Napoleón Regalado      |     |
|            | DEF        | Manuel Ramos y Ramos   |     |
|            | MED        | Ricardo Zaffarella     |     |
|            | MED        | Juan José Polío        |     |
|            | DEL        | Félix Pineda           | 80' |
|            | DEL        | David Pinho            |     |
|            | DEL        | José Ismael Díaz       |     |
|            | DEL        | Luis Ramírez Zapata    |     |
| Entrenador | Entrenador | Juan Francisco Barraza |     |

|  | DEL | Adonay Salas   | 46' · 77' |
|  | DEL | Gerardo Solano | 77'       |

|  | DEL | Luis Alonso Rivas | 80' |

| Anotado | 33' | Odir Jacques   | 1:0 |
| Anotado | 84' | Gerardo Solano | 2:1 |

| Anotado | 38' | Félix Pineda | 1:1 |

| Amonestado | 44' | Héctor Abritta |

| Expulsado | 78' | Asdrúbal Paniagua |

| Otorgado · Expulsado | 67' | Héctor Abritta     |
| Expulsado            | 78' | Ricardo Zaffarella |

| Árbitro             | Jorge Narváez       |
| Árbitros asistentes | Joaquín Waldo Polío |
|                     | Juan Soto París     |

## Campeón
Deportivo Saprissa

Campeón
2º título